# Massengräber in Mislinja
Auf dem Gebiet der Gemeinde Mislinja in Slowenien wurden bisher (Stand 1/2024) insgesamt 16 Massengräber aus der Zeit um den Zweiten Weltkrieg gefunden.

## Mislinja
In Mislinja fand man sechs Massengräber aus der Zeit unmittelbar nach dem Zweiten Weltkrieg. Sie alle enthalten die Überreste von Opfern, die zwischen dem 10. und 15. Mai 1945 ermordet wurden. 
- Die Massengräber an der Eisenbahnstrecke 1, 2 und 3 (Grobišče ob železniški progi 1, 2, 3) liegen westlich der Siedlung, südlich davon Eisenbahn von Mislinja nach Slovenj Gradec. Sie enthalten eine unbekannte Anzahl von Opfern.[1][2][3]

- Das Massengrab an der Eisenbahnstrecke 4 (Grobišče ob železniški progi 4) liegt westlich der Siedlung auf einer Wiese nördlich der ehemaligen Eisenbahn. Es enthält eine unbekannte Anzahl von Opfern.[4]

Die Massengräber Movže 1 und 2 liegen südlich der Siedlung. Beide sind ehemalige Panzergräben und enthalten die Überreste einer großen Anzahl von Ustaša-Soldaten und kroatischen Zivilisten. 
- Das Massengrab Movže 1 (Grobišče Movže 1) liegt südlich des Bauernhofs Abršek in Movže Nr. 24.[5]
- Das Massengrab von Movže 2 (Grobišče Movže 2) liegt zwischen der Straße und der Eisenbahn.[6]

## Dovže
In Dovže befindet sich ein Massengrab vom Ende des Zweiten Weltkriegs. 
- Das Massengrab am Kapellchen beim Jevšnik-Gehöft (Grobišče ob kapelici pri domačiji Jevšnik) liegt östlich einer kleinen Kapelle und westlich des nahegelegenen Jevšnik-Gehöfts Farm. Es enthält die Überreste von drei unbekannten Opfern, die zwischen dem 10. und 15. Mai 1945 getötet wurden.[7]

## Gornji Dolič
In Gornji Dolič wurden sieben Massengräber aus der Zeit unmittelbar nach dem Zweiten Weltkrieg gefunden. 
- Das Massengrab an der Straße auf dem Kozjak (slowenisch: Grobišče ob cesti na Kozjak) liegt am Bach Glažarica, 150 Meter nördlich des Hauses Kozjak Nr. 68. Es enthält die Überreste von 10 bis 20 kroatischen Soldaten, die zwischen dem 10. und 15. Mai 1945 getötet wurden.[8]

- Das Massengrab am Naveršnik-Gehöft (Grobišče pri domačiji Naveršnik) liegt etwa 10 Meter nördlich eines Nebengebäudes des Naveršnik-Hofs (Gornji Dolič Nr. 45) in einer Schlucht am Waldrand. Es enthält die Überreste einer unbekannten Anzahl ziviler Opfer, die zwischen dem 10. und 15. Mai 1945 ermordet wurden.[9]

- Das Massengrab am Golčman-Hof (Grobišče pri domačiji Golčman) liegt auf einer Wiese unterhalb des Golčman-Hofs (Gornji Dolič Nr. 54), unterhalb einer Klippe am Waldrand. Es enthält die Überreste von drei kroatischen Soldaten, die zwischen dem 10. und 15. Mai 1945 getötet wurden.[10]

- Das Massengrab am Krajcer-Hof (Grobišče pri domačiji Krajcer), auch bekannt als Massengrab am Teržan-Hof (Grobišče pri domačiji Teržan), befindet sich in der Nähe eines Schuppens auf dem Krajcer-Hof (Gornji Dolič Nr. 64a). Es enthält die Überreste einer unbekannten Anzahl kroatischer Soldaten, die zwischen dem 10. und 15. Mai 1945 getötet wurden.[11]

Die Massengräber Gornji Dolič 1, 2 und 3 liegen südwestlich der Siedlung und enthalten die Überreste von 80 bis 100 zwischen dem 12. und 14. Mai 1945 getöteten kroatischen Soldaten und Zivilisten. 
- Das Massengrab Gornji Dolič 1 (Grobišče Gornji Dolič 1) liegt südöstlich des Bauernhofs Vocovnik (Završe Nr. 88), zwischen der Straße, einem Fichtenhain und dem Fluss Paka.[12]

- Die Massengräber Gornji Dolič 2 und 3 (Grobišče Gornji Dolič 2, 3) befinden sich zwischen der Straße von Velenje nach Slovenj Gradec und dem rechten und linken Ufer des Flusses Paka, südlich des Turenšek-Bauernhofs in Gornji Dolič Nr. 72.[13][14]

## Srednji Dolič
In Srednji Dolič befindet sich ein Massengrab aus dem Zweiten Weltkrieg. 
- Das Kot-Massengrab von Kot (Grobišče Kot) liegt am steilen Rand eines bewaldeten Hangs 200 Meter östlich des Hofes Jeseničnik. Es enthält die Überreste einer unbekannten Anzahl von Ustascha-Soldaten.[15]

## Završe
In Završe befindet sich ein Massengrab aus der Zeit unmittelbar nach dem Zweiten Weltkrieg. 
- Das Massengrab am Herlah-Bauernhof (Grobišče pri domačiji Herlah) liegt auf einer Wiese an der Westseite der Straße von Velenje nach Slovenj Gradec, in der Nähe des Hauses Završe Nr. 86. Es enthält die Überreste von 10 bis 20 unbekannten Opfern, die auf der Flucht in Richtung österreichische Grenze getötet und zwischen dem 10. und 15. Mai 1945 in ein bis drei Gruben begraben wurden.[16]